# 스트렌치시

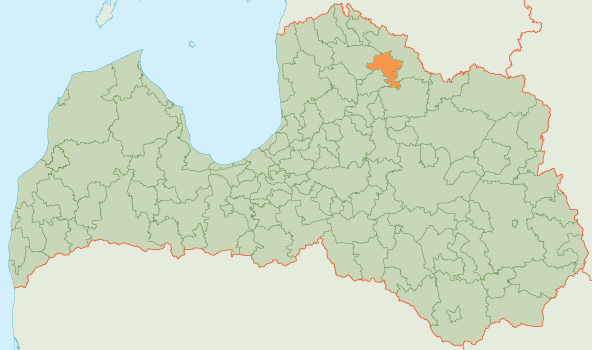
스트렌치 시의 위치

스트렌치시(라트비아어: Strenču novads)는 라트비아의 지방 자치체로 행정 중심지는 스트렌치이며 면적은 376km2, 인구는 4,277명(2009년 기준), 인구 밀도는 11명/km2이다. 2개 도시, 2개 교구를 관할한다.

## 같이 보기
- 라트비아의 행정 구역